# 오누마 노리코
오누마 노리코(일본어: 大沼紀子, 1975년 ~ )는 1975년 일본 기후현에서 출생한 영화 각본가로서 활약하던 중에 2005년 '가는 해 오는 해'를 발표하며 소설가로 데뷔했다. 2010년 발간된 '장미빛 타임캡슐'로 주목 받기 시작했으며, 2011년에 나온 '한밤중의 베이커리'를 통해 기대되는 신예 작가로 떠오르고 있다. 그 외 작품으로는 신작 '손바닥의 아버지'가 있다.

## 작품
| 제목                 | 출간일          | 옮긴이 | 기타                                        |
| -------------------- | --------------- | ------ | ------------------------------------------- |
| 한밤중의 베이커리    | 2012년 9월 12일 | 김윤수 | 변형판 128x188 · 328쪽 , ISBN 9788956606422 |
| 한밤중의 베이커리 2  | 2014년 2월 12일 | 김윤수 | 변형판 128x188 · 372쪽, ISBN 9788956607467  |
| 다마요 하숙집의 선물 | 2013년 6월 5일  | 김윤수 | 변형판 128x188 · 304쪽 , ISBN 9788956607016 |

힌밤중의 베이커리는 11시부터 다음날 새벽 5시까지만 문을 여는 독특한 빵가게 '블랑제리 구레바야시'의 사람들과 이곳을 찾는 손님의 이야기를 다룬 작품이다. 항상 웃고 있어 진짜 속마음을 알 수 없는 빵집 오너와 독설을 입에 달고 사는 꽃미남 제빵사, 이 빵가게에 갑자기 얹혀 살게 된 애어른 여고생, 남들을 엿보는 게 취미인 각본가, 집 나간 엄마를 기다리는 초등학생, 남자이지만 여자로 살아가고 있는 중년남 등 독특한 캐릭터들이 속속 등장한다.
총 7장으로 구성된 이 작품은 장마다 캐릭터가 한 명씩 추가된다. 장마다 단편적 이야기가 진행되면서도 전체적으로도 커다란 하나의 스토리를 만들어가는 구성이다. 여기에 리얼한 독백과 대사를 자유롭게 혼용하고 있다는 것이 이 작품만의 특징. 자연스러운 대화와 섬세한 심리가 현실감 넘치게 표현되어 친근하게 독자들에게 다가간다. 마음에 크고 작은 상처를 안고 사는 그들은 '블랑제리 구레바야시'에서 만난 인연을 통해 조금씩 변해간다.